# Посольство Узбекистана в России
Посольство Республики Узбекистан в Российской Федерации — официальная дипломатическая миссия Узбекистана в России, расположена в Москве на Якиманке по Погорельскому переулку. 
Узбекистан установил дипломатические отношения с Россией 20 марта 1992 года и в том же году открыл посольство в Москве. В ноябре 2016 года сквер рядом с посольством между улицей Большая Полянка и 1-м Казачьим переулком (напротив гостевого дома посольства) был назван сквером Ислама Каримова, президента Узбекистана (1990—2016).
С октября 2018 года чрезвычайный и полномочный посол Республики Узбекистан в Российской Федерации — Ботиржон Закирович Асадов.

## Послы Узбекистана в России
- Абдуллаев, Юсуф Негматович (1992-1994)
- Шахалилов, Шамансур Шахалилович (1994—1998)
- Шаисламов, Шакасым Исманович (1998—2003)
- Исламов, Бахтиёр Анварович (2003—2008)
- Нематов, Ильхом Туйчиевич (2008—2010)
- Пулатходжаев, Зиёдулла Сагдуллаевич (2010—2014)
- Камалов, Акмаль Сайдакбарович (2014—2016)
- Ашрафханов, Бахром Баходырович (2016—2018)
- Асадов, Батыр Закирович (с 2018 года)[4]